# Хететиди
Хететиди — група вимерлих безхребетних тварин типу кишковопорожнинних; близькі до гідроїдних. Жили з ордовика до еоцену. Колоніальні організми, утворювали колонії сферичної або пластинчастої форми, розміром від кількох см до декількох дм , складалися з щільно прилеглих один до одного призматичних трубочок (діаметром 0, 15-1, 2 мм >) з вапняними стінками. У трубочках були численні горизонтальні перегородки. Близько 15 пологів. Мешкали в мілководній зоні морів, вели прикріплений спосіб життя. Представляють інтерес для з'ясування шляхів історичного розвитку кишковопорожнинних.